# Eurojackpot

Karte der Eurojackpot-Länder

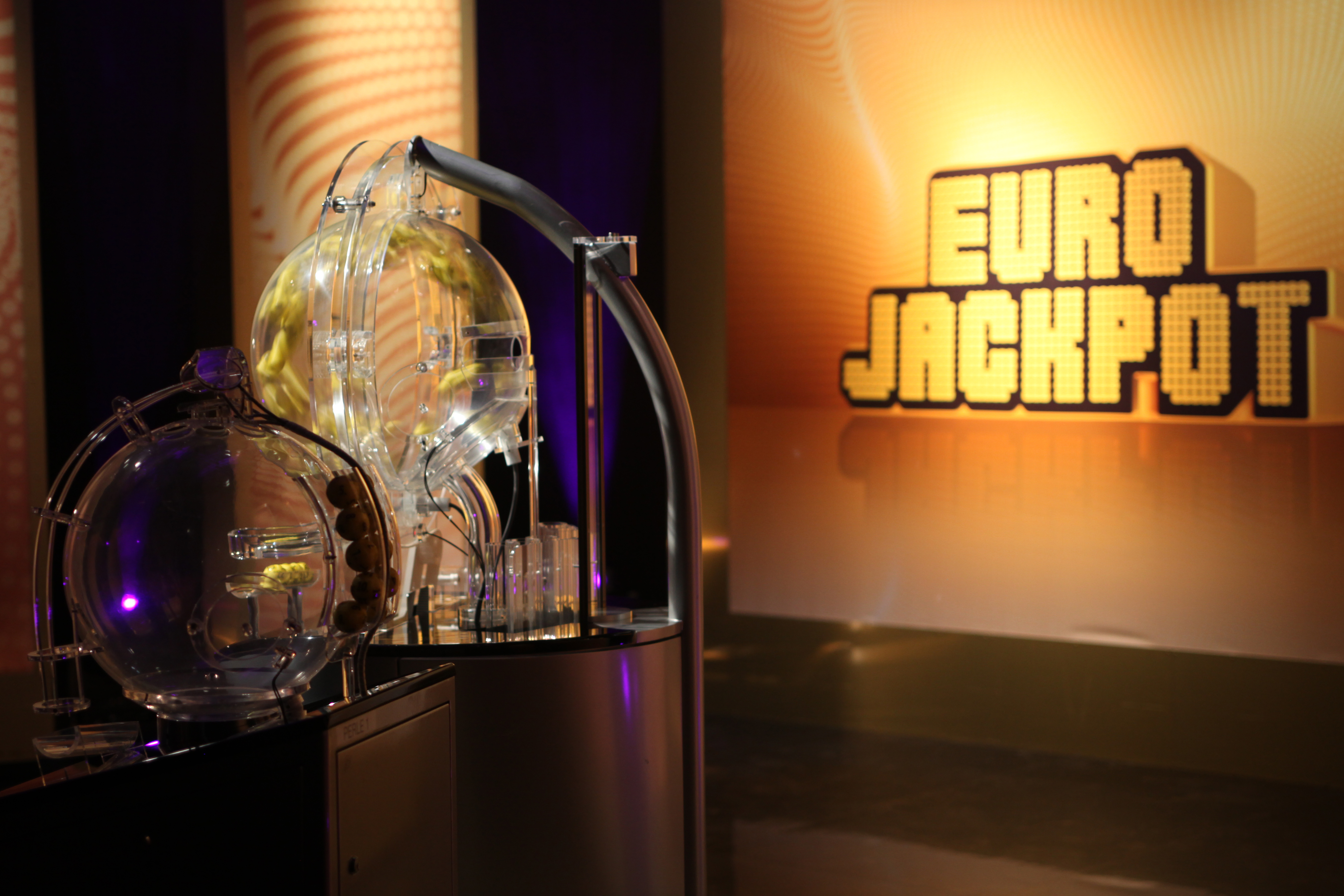
Der Eurojackpot

Eurojackpot ist eine seit 2012 gespielte Zahlenlotterie, die in 19 teilnehmenden europäischen Ländern gemeinsam ausgespielt wird. Es werden fünf Zahlen aus der Zahlenreihe 1 bis 50 getippt und zwei von 12 Zahlen (Eurozahlen). Diese bilden gemeinsam einen Tipp.

## Ziehung und Jackpot
Seit dem 25. März 2022 werden die Zahlen jeden Dienstagabend und jeden Freitagabend in Helsinki (Finnland) um 20 Uhr (deutscher Zeit) gezogen. In der Zeit vor dem 25. März 2022 gab es nur eine Ziehung pro Woche (Freitagabend). Live verfolgt werden kann die Ziehung nur im finnischen TV, in den restlichen europäischen Ländern wird diese nicht direkt übertragen. Ab 21 Uhr (deutscher Zeit) werden die Gewinnzahlen und Gewinnquoten im Internet bekanntgegeben. Für jede Ziehung wird ein Jackpot von mindestens 10 Mio. € garantiert. Wird dieser nicht gewonnen, wächst der Jackpot bis zu einer Begrenzung von 120 Mio. € an. Sollte bei Erreichen der Grenze von 120 Mio. € der Jackpot immer noch nicht geknackt sein, wird der Mehrbetrag in die Gewinnklasse 2 überwiesen, d. h., jeder weitere Euro oberhalb der Jackpot-Grenze von 120 Mio. € fließt in die Gewinnklasse 2.
- Die Gewinnwahrscheinlichkeit in der Gewinnklasse 1 (der sogenannte Eurojackpot) liegt bei 1:140 Millionen (mögliche Kombinationen).

- Die Gewinnwahrscheinlichkeit in der Gewinnklasse 2 liegt bei 1:7 Millionen (mögliche Kombinationen).[3]

Spielteilnehmer (mindestens 18 Jahre alt bzw. volljährig) können durch die Abgabe mehrerer Tipps (Einzel oder als System) mehrfach an einer Eurojackpotziehung teilnehmen.

## Verwendung der Spieleinnahmen
Die Hälfte der Einnahmen wird an die Teilnehmer der Lotterie ausgeschüttet. Die andere Hälfte fließt – abzüglich der Kosten für die Lottogesellschaften – in die Staatskasse der teilnehmenden Länder mit der Maßgabe, gemeinnützige Projekte zu fördern. Als Spieleinsatz werden 2,00 € pro Tipp fällig. Die deutschen Lottogesellschaften erheben zusätzlich pro Spielschein eine Bearbeitungsgebühr. Diese beträgt zum Beispiel in Nordrhein-Westfalen 0,75 € und in Niedersachsen 0,60 € für einen Spielschein.

## Geschichte

### Einführung 2012
Die erste Eurojackpotziehung fand am 23. März 2012 statt. An der ersten Ziehung nahmen Dänemark, Grönland, Färöer, Deutschland, Estland, Finnland, die Niederlande und Slowenien teil. Der Verkaufsstart an den offiziellen Lotto-Verkaufsstellen war am 17. März 2012.
Eurojackpot wird aktuell (2024) in Dänemark, Deutschland, Estland, Finnland, Italien, Island, Kroatien, Lettland, Litauen, den Niederlanden, Norwegen, Polen, Schweden, der Slowakei, Slowenien, Spanien, Tschechien, Ungarn und in Griechenland gespielt. Die Bevölkerung aller teilnehmenden Staaten umfasst mehr als 300 Mio. Menschen.

### Erste Jackpotgewinner
Den ersten Jackpot in Höhe von 19.536.863,80 Euro gewann eine Tippgemeinschaft aus dem Ruhrgebiet (Nordrhein-Westfalen, Deutschland) bei der Ziehung am 11. Mai 2012.

### 90.000.000-Euro-Jackpots
Jackpots in Höhe von 90.000.000 Euro wurden einige Male in einer Summe gewonnen. Am 23. August 2019 gewann eine aus 50 Mitspielern bestehende finnische Tippgemeinschaft aus Siilinjärvi, die einen Systemschein mit 4 Vorhersagen im System 7/3 für 504,00 Euro gespielt hatte, den maximalen Jackpotbetrag zuzüglich weiterer Gewinnbeträge aus den niedrigeren Gewinnklassen, also den Rekordgewinn von 91.938.695,00 Euro.
Fünf weitere 90.000.000-Euro-Gewinne wurden geteilt. Am 6. Januar 2017 gewannen fünf Einzelspieler aus Berlin, Hessen, Niedersachsen, den Niederlanden und Dänemark je ein Fünftel der 90.000.000 Euro, ebenso wie am 16. November 2018 fünf Einzelspieler aus Hamburg, Hessen, Finnland, Italien und Spanien je ein Fünftel der 90.000.000 Euro gewannen. Am 6. Juli 2018 gewannen zwei Spieler aus den Bundesländern Sachsen-Anhalt und Hessen je die Hälfte der 90.000.000 Euro und am 10. Mai 2019 zwei Spieler aus Nordrhein-Westfalen und Polen. Am 22. November 2019 gewannen drei Spieler aus Bayern, Hessen und Ungarn je ein Drittel der 90.000.000 Euro.

### Regeländerungen 2013/2014
Anfangs gab es eine Regelung zur Zwangsausschüttung des Jackpots nach der zwölften Ziehung, die aber nur einmal (am 10. August 2012 in Höhe von 27.545.857,50 €) zur Anwendung kam und seit dem 1. Februar 2013 aufgehoben ist. Seit dem 10. Oktober 2014 werden die Eurozahlen nach der Formel 2 aus 10 statt zuvor 2 aus 8 gespielt.

### Regeländerungen 2022
Am 25. März 2022 (Freitag) wurde die aktuelle Spielformel zu 5 aus 50 plus 2 aus 12 und ersetzte die bis dahin angewandte Spielformel: 5 aus 50 plus 2 aus 10. Mit dieser Änderung glichen sich die Gewinnwahrscheinlichkeiten derer der Lotterie Euromillionen an. Die Obergrenze für den Jackpot wurde um 30.000.000 Euro auf 120.000.000 Euro angehoben. Des Weiteren wurde die Dienstagsziehung eingeführt, welche erstmals am 29. März 2022 gezogen wurde.

## Höchste Einzelgewinne
Der bisherige Höchst-Jackpot in Höhe von 90.000.000 Euro wurde mehrmals von Einzelgewinnern geknackt und darüber hinaus auch der neue Höchst-Jackpot in Höhe von 120.000.000 Euro:
| Betrag (Euro) | Ausschüttung  | Land        |
| ------------- | ------------- | ----------- |
| 120.000.000   | 9. Mai 2025   | Deutschland |
| 120.000.000   | 4. Juni 2024  | Dänemark    |
| 120.000.000   | 16. Jan 2024  | Norwegen    |
| 120.000.000   | 23. Juni 2023 | Deutschland |
| 120.000.000   | 8. Nov. 2022  | Deutschland |
| 120.000.000   | 22. Juli 2022 | Dänemark    |
| 117.242.386   | 04. Aug 2023  | Deutschland |
| 115.874.581   | 25. Mar 2025  | Schweden    |
| 110.213.537   | 20. Mai 2022  | Deutschland |
| 107.469.011   | 31. Jan. 2023 | Deutschland |
| 98.183.615    | 09. Juli 2024 | Deutschland |
| 92.511.127    | 30. Aug. 2024 | Deutschland |
| 90.000.000    | 28. Mai 2021  | Deutschland |
| 90.000.000    | 15. Jan. 2021 | Deutschland |
| 90.000.000    | 1. Mai 2020   | Deutschland |
| 90.000.000    | 7. Feb. 2020  | Deutschland |
| 90.000.000    | 23. Aug. 2019 | Finnland    |
| 90.000.000    | 9. Feb. 2018  | Finnland    |
| 90.000.000    | 14. Okt. 2016 | Deutschland |
| 90.000.000    | 15. Mai 2015  | Tschechien  |

## Gewinnklassen
Bei der Eurojackpot-Lotterie gibt es 12 verschiedene Gewinnklassen, auf welche das Preisgeld verteilt wird. Dabei werden 50 % des Einsatzes als Gewinnsumme ausgeschüttet. Für einen Gewinn in der niedrigsten Gewinnklasse werden 2 richtige Zahlen und 1 Eurozahl benötigt. Für den Hauptgewinn werden 5 Richtige und 2 korrekte Eurozahlen gefordert.
In der ersten Gewinnklasse wird eine Ausschüttung von 10 Millionen garantiert. Reichen die Spieleinnahmen dafür nicht aus, wird diese Ausschüttung aus dem Boosterfonds aufgefüllt. In diesen fließen bei jeder Ziehung 9 Prozent der gesamten Ausschüttung, Rundungsreste und nicht abgeholte Gewinne.
| Gewinnklasse  | Nummern                 | % Gewinnsumme |
| ------------- | ----------------------- | ------------- |
| 1             | 5 Zahlen + 2 Eurozahlen | 36,00 %       |
| 2             | 5 Zahlen + 1 Eurozahl   | 8,60 %        |
| 3             | 5 Zahlen + 0 Eurozahlen | 4,85 %        |
| 4             | 4 Zahlen + 2 Eurozahlen | 0,80 %        |
| 5             | 4 Zahlen + 1 Eurozahl   | 1,00 %        |
| 6             | 4 Zahlen + 0 Eurozahlen | 1,10 %        |
| 7             | 3 Zahlen + 2 Eurozahlen | 0,80 %        |
| 8             | 2 Zahlen + 2 Eurozahlen | 2,55 %        |
| 9             | 3 Zahlen + 1 Eurozahl   | 2,85 %        |
| 10            | 3 Zahlen + 0 Eurozahlen | 5,40 %        |
| 11            | 1 Zahl + 2 Eurozahlen   | 6,75 %        |
| 12            | 2 Zahlen + 1 Eurozahl   | 20,30 %       |
| Booster-Fonds |                         | 9,00 %        |

## Gewinnchancen
Welche Gewinnklasse ein Spiel erreicht, ergibt sich aus der Kombination der Anzahl an Richtigen in Feld A (aus 50 Zahlen werden 5 getippt und 5 gezogen) und Feld B (aus 12 Eurozahlen werden 2 getippt und 2 gezogen).
| Gewinnklasse | Richtige in A + B      | Gewinnchance    | in % (gerundet)  |
| ------------ | ---------------------- | --------------- | ---------------- |
| 1 (Jackpot)  | 5 + 2                  | 1 : 139 838 160 | 00,000.000.715 % |
| 2            | 5 + 1                  | 1 : 6 991 908   | 00,000.014.302 % |
| 3            | 5                      | 1 : 3 107 515   | 00,000.032.180 % |
| 4            | 4 + 2                  | 1 : 621 503     | 00,000.160.900 % |
| 5            | 4 + 1                  | 1 : 31 074      | 00,003.218.021 % |
| 6            | 3 + 2                  | 1 : 14 125      | 00,007.079.646 % |
| 7            | 4                      | 1 : 13 811      | 00,007.240.605 % |
| 8            | 2 + 2                  | 1 : 985         | 00,101.522.843 % |
| 9            | 3 + 1                  | 1 : 706         | 00,141.643.059 % |
| 10           | 3                      | 1 : 314         | 00,318.471.338 % |
| 11           | 1 + 2                  | 1 : 188         | 00,531.914.894 % |
| 12           | 2 + 1                  | 1 : 49          | 02,040.816.327 % |
| Niete        | weniger als 3 Richtige |                 | 96,847.885.170 % |

| Gewinnklasse | Richtige in A + B      | Gewinnchance   | in % (gerundet) |
| ------------ | ---------------------- | -------------- | --------------- |
| 1 (Jackpot)  | 5 + 2                  | 1 : 95 344 200 | 00,00000105 %   |
| 2            | 5 + 1                  | 1 : 5 959 013  | 00,00001678 %   |
| 3            | 5                      | 1 : 3 405 150  | 00,00002937 %   |
| 4            | 4 + 2                  | 1 : 423 752    | 00,00023599 %   |
| 5            | 4 + 1                  | 1 : 26 485     | 00,00377579 %   |
| 6            | 4                      | 1 : 15 134     | 00,00660764 %   |
| 7            | 3 + 2                  | 1 : 9 631      | 00,01038343 %   |
| 8            | 2 + 2                  | 1 : 672        | 00,14882919 %   |
| 9            | 3 + 1                  | 1 : 602        | 00,16613491 %   |
| 10           | 3                      | 1 : 344        | 00,29073609 %   |
| 11           | 1 + 2                  | 1 : 128        | 00,78135324 %   |
| 12           | 2 + 1                  | 1 : 42         | 02,38126703 %   |
| Niete        | weniger als 3 Richtige |                | 96,21062949 %   |

Vor dem 10. Oktober 2014 wurden ebenfalls fünf aus 50 Zahlen, aber zwei aus (nur) acht sog. Eurozahlen getippt. Vor dieser Änderung der Spielformel lagen die Chancen für einen Hauptgewinn besser (1:59.325.280), jedoch lagen die Wahrscheinlichkeiten der Gewinnklassen ohne richtige Eurozahl (3, 6, 10) vor der Änderung niedriger, da es wahrscheinlicher war, zusätzlich eine oder zwei Eurozahlen richtig zu tippen. Insbesondere die Chance auf zwei richtige Eurozahlen war zuvor besser. Auch die Wahrscheinlichkeit, irgendeine Gewinnklasse zu erreichen, lag zuvor mit ca. 1:21 um etwa ein Fünftel höher als nachher mit ca. 1:26.
| Gewinnklasse | Richtige in A + B      | Gewinnchance   | in % (gerundet) |
| ------------ | ---------------------- | -------------- | --------------- |
| 1 (Jackpot)  | 5 + 2                  | 1 : 59 325 280 | 00,000001686 %  |
| 2            | 5 + 1                  | 1 : 4 943 773  | 00,000020227 %  |
| 3            | 5                      | 1 : 3 955 019  | 00,000025284 %  |
| 4            | 4 + 2                  | 1 : 263 668    | 00,000379265 %  |
| 5            | 4 + 1                  | 1 : 21 972     | 00,004551247 %  |
| 6            | 4                      | 1 : 17 578     | 00,005688929 %  |
| 7            | 3 + 2                  | 1 : 5 992      | 00,016688919 %  |
| 8            | 3 + 1                  | 1 : 499        | 00,200400802 %  |
| 9            | 2 + 2                  | 1 : 418        | 00,239234450 %  |
| 10           | 3                      | 1 : 399        | 00,250626566 %  |
| 11           | 1 + 2                  | 1 : 80         | 01,25 %         |
| 12           | 2 + 1                  | 1 : 35         | 02,857142857 %  |
| Niete        | weniger als 3 Richtige |                | 95,175239768 %  |

## Wahrscheinlichkeiten
Die Wahrscheinlichkeit eines solchen Ereignisses berechnet sich mit
{\displaystyle P(E)={\frac {\text{Anzahl der für die Gewinnklasse(n) möglichen Tipps}}{\text{Anzahl der insgesamt möglichen Tipps}}}}

### Anzahl der möglichen Tipps in der jeweiligen Gewinnklasse
| B                     | B                                               | 2                                               | 1                                               | 0                                               | {\displaystyle \sum }            |
| --------------------- | ----------------------------------------------- | ----------------------------------------------- | ----------------------------------------------- | ----------------------------------------------- | -------------------------------- |
| A                     | A                                               | {\displaystyle {\binom {2}{2}}{\binom {10}{0}}} | {\displaystyle {\binom {2}{1}}{\binom {10}{1}}} | {\displaystyle {\binom {2}{0}}{\binom {10}{2}}} | {\displaystyle {\binom {12}{2}}} |
| 5                     | {\displaystyle {\binom {5}{5}}{\binom {45}{0}}} | {\displaystyle 1}                               | {\displaystyle 20}                              | {\displaystyle 45}                              | {\displaystyle 66}               |
| 4                     | {\displaystyle {\binom {5}{4}}{\binom {45}{1}}} | {\displaystyle 225}                             | {\displaystyle 4.500}                           | {\displaystyle 10.125}                          | {\displaystyle 14.850}           |
| 3                     | {\displaystyle {\binom {5}{3}}{\binom {45}{2}}} | {\displaystyle 9.900}                           | {\displaystyle 198.000}                         | {\displaystyle 455.500}                         | {\displaystyle 653.400}          |
| 2                     | {\displaystyle {\binom {5}{2}}{\binom {45}{3}}} | {\displaystyle 141.900}                         | {\displaystyle 2.838.000}                       | {\displaystyle 6.385.500}                       | {\displaystyle 9.365.400}        |
| 1                     | {\displaystyle {\binom {5}{1}}{\binom {45}{4}}} | {\displaystyle 744.975}                         | {\displaystyle 14.899.500}                      | {\displaystyle 33.523.875}                      | {\displaystyle 49.168.350}       |
| 0                     | {\displaystyle {\binom {5}{0}}{\binom {45}{5}}} | {\displaystyle 1.221.759}                       | {\displaystyle 24.435.180}                      | {\displaystyle 54.979.155}                      | {\displaystyle 80.636.094}       |
| {\displaystyle \sum } | {\displaystyle {\binom {50}{5}}}                | {\displaystyle 2.118.760}                       | {\displaystyle 42.375.200}                      | {\displaystyle 95.344.200}                      | {\displaystyle 139.838.160}      |

Legende:
{\displaystyle {\binom {n}{k}}} = Binomialkoeffizient bzw. Kombination
Spalte A = Übereinstimmungen bei der Ziehung 5 aus 50
Zeile B = Übereinstimmungen bei der Ziehung 2 aus 12
{\displaystyle \sum } = Zeilen bzw. Spaltensumme
grün = Gewinnklasse
rot = keine Gewinnklasse (Niete)
Übereinstimmungen in A + Übereinstimmungen in B berechnet sich aus A*B

### Beispiel
Wahrscheinlichkeit für die Gewinnklasse (3+1)
(1 Tipp)
{\displaystyle P(E)={\frac {{\binom {5}{3}}{\binom {45}{2}}{\binom {2}{1}}{\binom {10}{1}}}{{\binom {50}{5}}{\binom {12}{2}}}}={\frac {198.000}{139.838.160}}\approx 0{,}00141592252...=0{,}141592252...\,\%}
(10 verschiedene Tipps)
{\displaystyle Pn(E)=1-(1-P(E))^{n}}
{\displaystyle P10(E)=1-\left(1-0{,}00141592252\right)^{10}\approx 0{,}014069347...=1{,}14069347\,\%}
(600 verschiedene Tipps)
{\displaystyle P600(E)=1-\left(1-0{,}00141592252\right)^{600}\approx 0.57265=57{,}265\,\%}

### Weiteres
Summe der gewinnbringenden Tipps:
{\displaystyle 4.393.191}
Wahrscheinlichkeit einen Gewinn zu erzielen:
{\displaystyle {\frac {4.393.191}{139.838.160}}=0.0314163\approx {\frac {1}{32}}=0{,}03125=3{,}125\,\%}
Summe der nicht gewinnbringenden Tipps:
{\displaystyle 135.444.969}
Wahrscheinlichkeit keinen Gewinn zu erzielen:
{\displaystyle {\frac {135.444.969}{139.838.160}}=0.968584...\approx {\frac {31}{32}}=0{,}96875=96{,}875\,\%}
die Wahrscheinlichkeit, dass eine bestimmte Zahl gezogen wird:
(5 aus 50) : {\displaystyle {\frac {5}{50}}={\frac {1}{10}}=10\,\%}
(2 aus 12) : {\displaystyle {\frac {2}{12}}={\frac {1}{6}}\approx 16.67\,\%}

### Strategisches Spiel
Vorangegangene und nachfolgende Ziehungen haben keinen Einfluss auf die Wahrscheinlichkeiten einer aktuellen Ziehung. Jeder Tipp hat bei jeder Ziehung die gleiche Gewinnchance (1:139.838.160). Es ist daher aus mathematischer Sicht unerheblich, ob man immer die gleichen oder verschiedene Zahlenkombinationen spielt. Auch die Gewinnzahlen der vorangegangenen Ziehungen haben wieder die gleichen Gewinnchancen wie jeder andere Tipp. Es hat auch keine Bedeutung, wie häufig eine Zahl in der Vergangenheit gezogen wurde; jede Zahl hat vor der Ziehung die gleiche Wahrscheinlichkeit.
Es gibt jedoch Zahlen und Zahlenkombinationen, die durchschnittlich häufiger gespielt werden als andere. Dies ändert zwar nichts an ihrer Wahrscheinlichkeit, jedoch hat dies Einfluss auf den Erwartungswert eines Tipps, welcher im Verhältnis zum Einsatz beim Lotto immer einen Verlust darstellt. So haben Zahlen und Zahlenkombinationen, die sehr häufig gespielt werden, einen niedrigeren Gewinn zu erwarten als solche, die seltener gespielt werden. Dies liegt daran, dass der Geldbetrag einer Gewinnklasse auf die Gewinner verteilt wird. Diese Ungleichverteilung der getippten Zahlen kommt daher, dass viele Menschen Geburtstage, Muster oder Glückszahlen spielen oder Zahlen, die in der Vergangenheit nicht so häufig gezogen wurden.
Theoretisch wäre es möglich, einen Jackpot zu „kaufen“, indem man auf alle möglichen Kombinationen tippt. Ein solcher Tipp würde derzeit 279.676.320 Euro kosten. Bei der derzeitigen durchschnittlichen Teilnehmerzahl über die Gewinnklassen, die man bei einem kompletten Tipp vollständig bedient, bekäme man etwas weniger als die Hälfte des Einsatzes wieder zurück, da 50 % der Einsätze in die Ausschüttung fließen: bei aktueller Nutzung etwa 120.000.000 Euro.

## Suchtgefahr
Aufgrund der höheren Jackpots warnen Experten, dass diese Lotterie ein größeres Suchtpotential haben könnte als das herkömmliche Lotto in Deutschland (6 aus 49).

## Nachahmungen und Internetteilnahme
Buchmacher im Internet bieten Wetten auf die Gewinnzahlen im Eurojackpot an. Oft ergibt sich das nur aus dem Kleingedruckten (z. B. die Firma ist in einer Steueroase registriert) oder auch dem Fehlen desselben. Es wird versucht, den Eindruck zu erwecken, man nehme an der offiziellen Lotterie teil. Nach deutschem Recht sind solche Angebote unzulässig und die Teilnahme daran ist rechtlich zumindest in einer Grauzone. Ob ein Buchmacher in der Lage ist, einen möglichen 90-Millionen-Gewinn auszuzahlen, erscheint fraglich.
Die Internetteilnahme an der richtigen Lotterie ist in Deutschland nur über in Deutschland zugelassene gewerbliche Spielevermittler und die Landeslotteriegesellschaften selbst möglich. Eine Liste der in Deutschland zugelassenen gewerblichen Spielevermittler ist auf der Seite der Gemeinsamen Glücksspielbehörde der Länder zu finden.